# Богомолов, Лев Викторович
Лев Ви́кторович Богомо́лов (1964—1996) — советский и российский журналист, главный редактор газеты «Калуга вечерняя».

## Биография
Родился в 1964 году.
Был одним из самых известных журналистов региона. Входил в городской совет Калуги. Имел неоднократные конфликты с представителями власти, но суды как правило выигрывал.
Погиб на 33-м году жизни при невыясненных обстоятельствах 29 октября 1996 года за несколько дней до губернаторских выборов на обочине шоссе в одном из микрорайонов Калуги. Его тело было найдено с множественными травмами тела и головы. В морге, куда привезли труп Богомолова, дежурил его друг. Но даже тот не смог опознать Льва, настолько тот был обезображен.
Следствием было выдвинуто две версии произошедшего — Богомолова могла сбить машина или имело место жестокое избиение. Собственное расследование проводили и коллеги журналиста по «Калуге вечерней». Результаты следствия остаются неизвестны. Похоронен на Пятницком кладбище города Калуга.
В 1999 году в Калужском Облиздате вышла книга стихов Льва Богомолова «Я остался в сиреневой вьюге…»
В 2010-м году мать Льва Богомолова Раиса Трофимовна воздвигла в посёлке Эммаусс в честь иконы Божией Матери «Отрада и Утешение» храм, посвящённый памяти погибших журналистов.